# Eduardo Tuzzio
Eduardo Nicolás Tuzzio (Buenos Aires, Argentina, 31 de julio de 1974) es un exfutbolista argentino que jugaba como defensa.

## Trayectoria

### San Lorenzo
Su debut oficial en la Primera División de Argentina se dio el 11 de diciembre de 1993 en el empate a uno ante River Plate, allí perduró durante dos temporadas y jugó entre ambas 31 encuentros. Además consiguió el Torneo Clausura 1995, cuando en el último partido vencieron a Rosario Central en Rosario y dieron la vuelta en el estadio Gigante de Arroyito.

### Quilmes
Luego de su primer éxito, y al no tener continuidad en el conjunto de Boedo, se fue a préstamo a Quilmes. Jugó 47 partidos y marcó su primer tanto como profesional.

### Vuelta a San Lorenzo
Para mediados de 1996, Eduardo regresó de la cesión al San Lorenzo de Almagro, club en el que se quedó durante cinco años. Allí disputó 157 partidos en la Primera División en los que marcó 6 goles y se consagró campeón del Torneo Clausura 2001.

### Olympique de Marsella
A mediados de 2001, se incorporó al Olympique de Marsella de la Ligue 1 del fútbol francés, en el que jugó durante dos temporadas. En ese lapso, disputó 29 partidos oficiales, luego de los cuales regresó a Argentina.

### River Plate
Para mediados de 2003, Eduardo Tuzzio regresó al país y se puso la camiseta del Club Atlético River Plate, en el cual con el conjunto de la banda vivió momentos muy buenos y otros sabores amargos, ganando el Torneo Clausura 2004, y siendo subcampeón de la Copa Sudamericana 2003

### De River a España
Luego de recibir una infidelidad de su esposa con su compañero de equipo Horacio Ameli, el técnico de River, en ese momento Leonardo Astrada, le recomienda cambiar de aire, asegurándole la vuelta al club "millonario". Héctor Cuper pidió a Eduardo y fue a préstamo al RCD Mallorca de España durante una temporada, en donde jugó 10 partidos y posteriormente regresó al club de Núñez.

### Vuelta a River
En 2006 pegó la vuelta y, nuevamente, volvió a ser jugador de River Plate. Dos años después, en el Torneo Clausura 2008 se consagró campeón en el fútbol argentino teniendo muy buenas actuaciones y ganándose el cariño de los hinchas. Pero luego de este logro, con dicho plantel finalizó en el último puesto del Torneo Apertura 2008, en dicho torneo marcó dos goles y fueron frente a Rosario Central en una de las pocas victorias del equipo, y dicho partido finalizó 2-0 y contra Huracán donde marcó el empate 3-3 luego de ir perdiendo 0-3. Finalizado el torneo, en diciembre de 2008 se desvinculó de River Plate en común acuerdo con los dirigentes.

### Independiente
En enero de 2009, Eduardo Tuzzio se incorporó al Club Atlético Independiente de Avellaneda. Un líder silencioso, Tuzzio integró los planteles que realizaron buenas actuaciones bajo el comando de Américo Rubén Gallego, pero los éxitos no llegaron. 
Después de los pocos partidos que dirigió al equipo Daniel Garnero, llegó al “Rey de Copas” Antonio Mohamed. Con él, Eduardo se hizo caudillo y capitán, teniendo a Matheu lesionado, fue el estandarte para llevar adelante una defensa joven y a lo mejor a Independiente. Con un rendimiento soberbio, y metiendo el último penal en la final ante el Goiás Esporte Clube de Brasil, se consagró campeón de la Copa Sudamericana 2010 y obtuvo así un auto tras ser considerado el mejor jugador de la Copa.
En su etapa como futbolista, Eduardo Tuzzio jugaba como marcador lateral o central derecho, también como volante, en la posición de 5 o de 8. La gente lo aprecia por su sacrificio y dedicación, por el amor a la camiseta y el respeto al club.
El 2011 para Independiente empezó de la mejor manera, le ganó la primera fase de la Copa Libertadores a Deportivo Quito, ganando el primer partido en Avellaneda por 2 - 0, en el partido de vuelta perdieron 1 - 0 pero por clasificación de goles entraron. Eduardo jugó 4 partidos de la segunda fase a excepción del partido en Mendoza contra Godoy Cruz y el partido en Uruguay contra Peñarol, en todos los demás partidos tuvo un papel excepcional, saliendo figura en 2 de ellos. Después de esto Tuzzio terminó de consolidarse como el jugador más querido del plantel por los hinchas, coreando su nombre en todos los partidos de la Libertadores y el Torneo Clausura 2011.
La segunda mitad comenzó muy distinta a la primera, perdiendo la final de la Copa Suruga Bank 2011 en Japón; en el partido Tuzzio convirtió el gol de empate del club de Avellaneda.
A la semana Independiente tenía Revancha en la Recopa Sudamericana 2011 ante Internacional de Porto Alegre, donde Tuzzio fue elegido figura del partido disputado en Avellaneda.
En el torneo local Tuzzio siguió siendo lo mejor de Independiente junto a jugadores como Hilario Navarro, Patricio Rodríguez y Facundo Parra, el rendimiento del equipo fue irregular pero gracias a estos jugadores el club pudo estabilizarse.
Independiente terminó 6 en ese campeonato y Tuzzio convirtió un gol en el empate 1 a 1 vs Club Atlético Banfield.
Tras el retiro de Gabriel Milito, Tuzzio recupera la cinta de capitán de Independiente, la cual ya había tenido anteriormente pero se la había cedido a Militó cuando este llegó al club a mediados de 2011. Y en junio de 2012 renovaría por 1 año más con Club Atlético Independiente.
En enero de 2013 estuvo a punto de ser desafectado del club al no ser tenido en cuenta por el DT Américo Rubén Gallego. Pero la presión de la gente, el presidente Javier Cantero y sus compañeros encabezados por Daniel el "Rolfi" Montenegro, hicieron cambiar de idea al entrenador, que a último momento lo agregó a la lista de 36 jugadores que viajaron a Pilar para realizar la pretemporada. 
En el Torneo Final 2013, jugó el encuentro postergado contra Tigre, como jugador titular.
Por la primera fecha ingresó en el entretiempo por Gonzalo Contrera, pero a los pocos minutos sufrió una lesión que lo obligó a salir del campo de juego.
Con la salida de Gallego pudo volver a ser parte de un equipo, y volvió a ser tenido en cuenta por el entrenador Miguel Ángel Brindisi, aunque el buen rendimiento de la dupla central titular Cristian Tula y Morel no pudo ser parte del equipo titular que finalmente descendería.
En 2013, volvería a pisar la cancha de Independiente. Esta vez con los colores de Ferro Carril Oeste. Esa noche, el hincha diablo y la comisión directiva del rojo rindieron un homenaje a manera de agradecimiento por los 5 años de entrega hacia el club de Avellaneda. Se le hace entrega de una placa, se lo menciona como personalidad destacada del club, y se lleva la ovación total del Libertadores de América.

### Ferro Carril Oeste
Cerca del retiro y con casi 40 años de edad, se incorporó al club de Caballito, el 7 de agosto de 2013.
El club "verdolaga" fue su séptima institución como profesional; y además es el jugador número 1000 del club de caballito,
por lo que también se lleva un reconocimiento del club. En Ferro, gana la cinta de capitán a las pocas semanas de ser parte del equipo. Futbolísticamente lleva el orden a la defensa central del "verdolaga" junto a Javier "Satanás" Páez, otro experimentado defensor. Después de no ser tenido en cuenta por el DT decide retirarse profesionalmente del fútbol.
Al ser adquirido por el Club Ferro Carril Oeste, en julio del 2013, se convierte en el jugador Nº1000 que viste la casaca del club del barrio de Caballito.

## Selección nacional
También jugó para la selección de Argentina, destacando en sus actuaciones. Así, durante el comienzo del año 2007, Alfio Basile lo convocó para la preselección que se estaba preparando para la Copa América 2007. Debutó en 2005 contra la selección mexicana, partido que terminó 1-1; jugó nuevamente en 2007 contra la selección chilena, con empate 0-0, en ambos encuentros amistosos fue titular durante los noventa minutos.

## Clubes
| Club                | País      | Año       |
| ------------------- | --------- | --------- |
| San Lorenzo         | Argentina | 1993-1995 |
| Quilmes             | Argentina | 1995-1996 |
| San Lorenzo         | Argentina | 1996-2001 |
| Olymplique Marsella | Francia   | 2001-2003 |
| River Plate         | Argentina | 2003-2005 |
| Mallorca            | España    | 2005-2006 |
| River Plate         | Argentina | 2006-2008 |
| Independiente       | Argentina | 2009-2013 |
| Ferro Carril Oeste  | Argentina | 2013-2014 |

## Palmarés

### Campeonatos nacionales
| Título           | Club        | País      | Año    |
| ---------------- | ----------- | --------- | ------ |
| Primera División | San Lorenzo | Argentina | C-1995 |
| Primera División | San Lorenzo | Argentina | C-2001 |
| Primera División | River Plate | Argentina | C-2004 |
| Primera División | River Plate | Argentina | C-2008 |

### Copas internacionales
| Título            | Club          | Sede       | Año  |
| ----------------- | ------------- | ---------- | ---- |
| Copa Sudamericana | Independiente | Avellaneda | 2010 |

### Distinciones individuales
| Distinción                            | Año  |
| ------------------------------------- | ---- |
| Mejor jugador de la Copa Sudamericana | 2010 |